# Polylactid-Poly(butylenadipat-co-terephthalat)-Blends
Poly (Milchsäure) (PLA) ist das wichtigste Biopolymer für starre Anwendungen, das biologisch abbaubar ist.
Poly(butylenadipat-co-terephthalat) (PBAT) ist ein kompostierbarer Biopolyester. Bei PBAT bewirkt die flexible Kette des Polymers und ein geringer Grad an Kristallinität einen niedrigen Elastizitäts- und Steifigkeitsmodul bei jedoch hoher Flexibilität. Durch Mischen von Polylactide (PLA) mit  Poly(butylenadipat-co-terephthalat) (PBAT) wird dessen Flexibilität und Zähigkeit erhöht. Gleichzeitig gewährleistet die Mischung eine vollständige biologische Abbaubarkeit.

## Polylactide, Poly(Milchsäure) (PLA)
Aufgrund der hohen Stereoregelmäßigkeit ist Polylactide (PLA) ein sehr steifes, sprödes Material mit hohem Elastizitätsmodul (bis zu 3.500 MPa) und geringer Duktilität (Bruchdehnung von weniger als 5 %, z. B. 3,8 %) und einer geringen Schlagfestigkeit.
PLA weist einen Schmelzpunkt von etwa 170–180 °C und einer Glasübergangstemperatur von etwa 63 °C auf.
Im Vergleich zu anderen Biopolymeren hat PLA folgende Vorteile: 
- Herstellung aus erneuerbaren Ressourcen (z. B. Mais, Weizen, Rüben oder Reis).

- Gute Kompostierbarkeit und Recyclingfähigkeit.

- Gute Biokompatibilität und Bioresorbierbarkeit durch sicheren Abbau im Körper bei Verwendung als biomedizinisches Material.

PLA kann auf die gleiche Weise wie herkömmliche synthetische Polymere verarbeitet werden (durch Gießen, Pressen, Spritzgießen, Blasformen, Elektrospinnen). Bei reinem PLA jedoch in einem engen Temperaturbereich kleiner 220 °C da die Zersetzungstemperatur bei 250 °C liegt.
Das steife PLA ist eine Ergänzung zum flexiblen PBAT bei der Entwicklung von leistungsstarken und multifunktionalen biologisch abbaubaren Kunststoffen.
PBAT gilt als guter Kandidat als Zusatz zu PLA für die Aufrechterhaltung der biologischen Abbaubarkeit bei Extrusionsfolien und für Schaumstoffanwendungen.

## PBAT
Poly(butylenadipat-co-terephthalat) (PBAT) ist ein biologisch abbaubares statistisches Copolymer aus der Klasse der Polyester. Es ist das Copolymer aus Adipinsäure (AA), 1,4-Butandiol (BDO) und Terephthalsäure.
PBAT ist ein sehr flexibles Material mit hoher Bruchdehnung (bis zu 700 %, in einigen Fällen sogar höher). Es zeichnet sich jedoch durch einen sehr niedrigen Elastizitätsmodul (etwa 75–150 MPa) und daher eine geringe Steifigkeit aus.
In Bezug auf technologische und betriebliche Eigenschaften ähnelt PBAT Polyethylen niedriger Dichte (LDPE). Die mechanischen Eigenschaften von PBAT können bei der Polymerisation durch die gewählten Prozessvariablen wie Druck und Temperatur des Reaktors angepasst werden. Sie beeinflussen die Anzahl und die Reihenfolge der Adipinsäure- und Terephthalsäureeinheiten und damit das Molekulargewicht von PBAT. Mit der Variation des Molekulargewichts des Copolymers können die mechanischen Eigenschaften in einem weiten Bereich variieren.
Mit zunehmendem Gehalt an Terephthal-Einheiten nimmt der Elastizitätsmodul zu und die Bruchdehnung nimmt ab. Mit zunehmendem Molekulargewicht steigt die Zugfestigkeit von PBAT, während die Bruchdehnung abnimmt. Im Durchschnitt zeichnet sich PBAT durch folgende Parameter aus: eine Zugfestigkeit von 20–22 MPa, eine Bruchdehnung von 600–900 %, eine Biegefestigkeit von 7–8 MPa und ein Elastizitätsmodul bei einer Biegung von 120–130 MPa.

### Biobasierte zukünftige Monomere für Aromatische Polyester
In Zukunft ist die Umwandlung von Biomassekomponenten in Aromatische Polyester wie PBAT eine der vielversprechenden und wirtschaftlichen Techniken zur Überwindung der Krise der fossilen Brennstoffe.
Biobasiertes 1,4-Butandiol (BDO) kann durch industrielle biologische Fermentation gewonnen werden.
Als Ersatz für Adipinsäure (AA) kann Sebacinsäure verwendet werden, das aus Rizinusöl gewonnen wird. Es dient als Monomer zur Herstellung von Sebacinsäuredi-n-butylester.
Schließlich wird 2,5-Furandicarbonsäure (FDCD) als eines der biobasierten aromatischen Monomere mit dem höchsten Potenzial angesehen. Es ist eine geeignete biobasierte Alternative zur erdölbasierten Terephthalsäure (PTA), so dass absehbar ist, dass in einigen Jahren ganze biobasierte aliphatisch-aromatische Co-Polyester gebildet werden.

## PLA-PBAT-Mischungen
Angesichts ihrer komplementären Eigenschaften ist die Mischung von PLA mit PBAT eine natürliche Wahl durch Veränderung der Kristallmorphologie deren Eigenschaften zu verbessern, ohne die biologische Abbaubarkeit zu beeinträchtigen.
Anhand von Rasterelektronenmikroskop-Bildern wurden fünf unterschiedliche Kristallmorphologien für PBAT/PLA-Mischungen gefunden.

### PBAT kleiner 2,5 Gew.% in der PLA Matrix
Bis zu einer PBAT-Zugabe von 2,5 Gew.-% zum PLA sind die PBAT-Moleküle in Form von ∼300-nm-Domänen mit den PLA-Molekülen mischbar, oberhalb dieser Menge sind jedoch phasengetrennte PBAT Tröpfchen in der PLA-Matrix erkennbar.
Die PBAT-Komponente beschleunigt die Kristallisationsrate von PLA, jedoch bleibt der Kristallisationsmechanismus unverändert.
Im Gegensatz zu PLA weist die PLA-PBAT-Probe stark verformbare Eigenschaften auf.

### PBAT 2,5% – 19 Gew% in der PLA Matrix
Bei Mischungen aus Polymilchsäure (PLA) mit kleinen Anteilen an Poly(butylenadipat-co-terephthalat) (PBAT kleiner 20 Gew.-%) bewirken die sphärische PBAT Tröpfchen, dass die Schmelzelastizität und Viskosität mit steigender PBAT-Konzentration zunimmt.
Mit zunehmendem PBAT-Gehalt (5–20 Gew.-%) zeigte die Mischung eine verringerte Zugfestigkeit und einen verringerten Elastizitätsmodul.
Im Vergleich zu reinem PLA bewirkt die Zugabe von PBAT, dass die Bruchdehnung von PBAT/PLA-Mischungen bei einer Zugabe von 5 Gew.-% PBAT von 10 % auf 100 % und bei einer Zugabe von 20 Gew.-% PBAT auf 300 % ansteigt. Gleichzeitig wird die Bruchdehnung und Schlagzähigkeit erhöht.

### PBAT 19% – 40 Gew% in der PLA Matrix
Bei 19 Gew % PBAT im PLA bildet sich eine co-kontinuierliche Phasenstruktur aus.
Im Mischungsbereich von 20 Gew.-% PBAT bis 40 Gew.-% sind im Elektronenmikroskop längliche faserige Strukturen zu erkennen.
Bei einem Anteil von 25 % PBAT liegt die höchste Mischbarkeit vor.
Die Bruchdehnung lag im gesamten Bereich bei 300+- %.
Tabelle: Mechanische Eigenschaften einer Folie von PLA-PBAT-30 mit Dicke 18 µm.
| Eigenschaft          | Testmethode   | Einheiten | PLA-PBAT-30 |
| -------------------- | ------------- | --------- | ----------- |
| Zugfestigkeit        | MD ISO 527    | MPa       | 22,4–29,4   |
| Reißdehnung          | MD ISO 527    | %         | 258         |
| Reißdehnung          | TD ISO 527    | %         | 241         |
| Reißfestigkeit       | MD ASTM D6382 | MPa       | 1590        |
| Reißfestigkeit       | TD ASTM D6382 | MPa       | 2175        |
| Andere Eigenschaften |               |           |             |
| Schmelzflussindex    | ASTM D1238    | g/10min   | 4,6         |
| Spezifisches Gewicht | ASTM D792     | g/cm³     | 1,22        |

### PBAT 40% – 60 Gew% in der Mischung mit PLA
Bei mehr als 40 % PBAT wird PBAT die kontinuierliche Phase und PLA ist darin in immer kleineren Tropfen dispergiert. Es liegt eine co-kontinuierliche Struktur vor.
Mit der Zugabe von PBAT ändert sich das Bruchverhalten von Sprödbruch des reinen PLA zu duktilem Verformungsbruch der Mischung.
Die Bruchdehnung nahm in diesem Bereich von 300 % auf 100 % ab.

### PBAT größer 60 Gew% in der Mischung mit PLA
Bei einem PBAT Gehalt größer 70 Gew.-% kehrt sich die Morphologie wieder zu Tröpfchen zurück, wobei nun PLA in einer Matrix aus PBAT dispergiert ist.
Bei einer Mischung PBAT-PLA von 70/30 Gew.% lag die PBAT-PLA Kristallisationstemperatur bei 121,9 °C.
Der Dehnungskoeffizient stieg von 100 % auf 700 % an.
Die beste Zug- und Schlagfestigkeit wurde in einer Mischung mit einem PBAT-Gehalt von 70 Gew.-% erzielt.
Aus einer Mischung mit einem Anteil von PBAT 70 Gew.-% und PLA 30 Gew % lassen sich unterpflügbare Mulchfolien durch Extrusionsblasformen herstellen.

## PLA-PBAT Anwendungen
PBAT gilt als guter Kandidat als Zusatz zu PLA für die Aufrechterhaltung der biologischen Abbaubarkeit bei extrudierten Mulchfolien und für Schaumstoffanwendungen in Erdreich oder Kompostierungsanlagen.
PBAT als auch PLA-PBAT bzw. PBAT-PLA finden in zahlreichen Verpackungsanwendungen Verwendung, insbesondere in Einkaufstüten, Obst- und Gemüsebeutel, Kompostbeuteln, Kuriertaschen oder Party-Geschirr.
Das seit 1998 auf dem Markt erhältliche ecoflex® der Firma BASF ist ein kompostierbares Biopolymer. Es wird in den Folien-, Verpackungs- und Agrarmärkten eingesetzt. Es ist für alle Anwendungen von Verpackungen, bei denen es in Kontakt mit Lebensmittel kommt, zertifiziert. Es ist sowohl industriell als auch zuhause und in landwirtschaftlichen Böden kompostierbar.
Die BASF Marke Ecovio® enthält 85 % PBAT und 15 % PLA.
Mit ecovio von BASF können kompostierbare Verpackungen ohne und mit Papierbeschichtung, Schrumpffolien, Cling-Klebefolien sowie Spritzguss, Tiefziehen und Thermoformpodukte hergestellt werden.
Kompostierbare Heissgetränkedeckel für Papierbecher können mit ecovio anstelle von Polyethylen beschichtet werden.
Die Swiss Coffee Companie bot Kaffeekapseln aus BASF’s Ecovio Bioplastik an.

## PLA-PBAT + Additive

### PLA-PBAT-Vernetzung und Kompatibilisierung
PLA und PBAT sind in einem großen Bereich nicht mischbar, sondern sind nur in der anderen Komponente dispergiert.
Die Verbesserung der Grenzflächenadhäsion zwischen den Komponenten eines nicht mischbaren, heterogenen Gemisches verändert das mikrokosmische Dispergierbarkeitsverhalten und die Homogenität und damit die makroskopischen physikalischen Eigenschaften. Wang et al. stellen Literatur zur Wirkung von Kompatibilisatoren durch Zugabe unterschiedlicher Kettenverlängerer oder Vernetzungsmittels auf die Zähigkeit, Zugfestigkeit und die Duktilität der Schmelz-, Misch- oder Blasfolien zusammen.

### PLA-PBAT-Weichmacher
Die Auswirkungen verschiedener Additive als Weichmacher auf die Eigenschaften von PLA-PBAT wurden in mehreren Untersuchungen untersucht.